# Bilokrînîcicea, Șepetivka
Bilokrînîcicea (în ucraineană Білокриниччя) este un sat în comuna Sudîlkiv din raionul Șepetivka, regiunea Hmelnîțkîi, Ucraina.

## Demografie
Componența lingvistică a localității Bilokrînîcicea
     Ucraineană (98,96%)
     Alte limbi (1,04%)
Conform recensământului din 2001, majoritatea populației localității Bilokrînîcicea era vorbitoare de ucraineană (98,96%), existând în minoritate și vorbitori de alte limbi.